# Roberto Fernández
Roberto Eladio Fernández Roa (Asunción, 9 de julho de 1954) é um ex-futebolista paraguaio que atuava como goleiro. É pai do também goleiro Roberto Junior Fernández, mais conhecido como "Gatito" Fernández, ídolo do Botafogo.

## Carreira
Apelidado de "Gato" por causa das suas espetaculares defesas, passou por clubes como River Plate (Assunção), Espanyol, Deportivo Cali, Cerro Porteño, Internacional e Palmeiras. Fernández atuou no alviverde em 1994, onde conquistou o Campeonato Paulista aos 39 anos de idade. Após ter retornado ao Cerro em 1995, encerrou a carreira no ano de 1997.
Pela Seleção Paraguaia, foi o goleiro titular na Copa do Mundo de 1986, realizada no México.

## Títulos
Cerro Porteño
- Campeonato Paraguaio: 1990 e 1996
- Torneio República: 1991 e 1995

Internacional
- Campeonato Gaúcho: 1991 e 1992
- Copa do Brasil: 1992

Palmeiras
- Campeonato Paulista: 1994
- Campeonato Brasileiro: 1994

Seleção Paraguaia
- Copa América: 1979